# Стрижба
Стрижба (болг. Стрижба) — село в Болгарии. Находится в Кырджалийской области, входит в общину Кирково. Население составляет 152 человека.

## Политическая ситуация
В местном кметстве Стрижба, в состав которого входит Стрижба, должность кмета (старосты) исполняет Басри Хасанов Мехмедов (Движение за права и свободы (ДПС)) по результатам выборов правления кметства.
Кмет (мэр) общины Кирково — Шукран Кязим Идриз (Движение за права и свободы (ДПС)) по результатам выборов в правление общины.